# Phase de groupes de la Ligue des champions masculine de l'EHF 2020-2021
Navigation
2019-2020 2021-2022
Cet article détaille les matchs de la phase de groupes de la Ligue des champions masculine de l'EHF 2020-2021 organisée par la Fédération européenne de handball.

## Groupe A

### Classement
|   | Équipe                 | Pts | J  | G  | N | P  | Bp  | Bc  | Diff |  | Résultats (dom.\ext.)  |       |       |       |       |       |       |       |       |
| - | ---------------------- | --- | -- | -- | - | -- | --- | --- | ---- |  | ---------------------- | ----- | ----- | ----- | ----- | ----- | ----- | ----- | ----- |
| 1 | SG Flensburg-Handewitt | 21  | 14 | 10 | 1 | 3  | 341 | 336 | 5    |  | SG Flensburg-Handewitt |       | 28-27 | 31-30 | 29-29 | 36-29 | 26-24 | 0-10  | 37-35 |
| 2 | Paris Saint-Germain    | 19  | 14 | 9  | 1 | 4  | 388 | 327 | 61   |  | Paris Saint-Germain    | 28-29 |       | 37-26 | 33-26 | 29-28 | 10-0  | 5-5   | 35-29 |
| 3 | KS Kielce              | 19  | 14 | 9  | 1 | 4  | 442 | 414 | 28   |  | KS Kielce              | 28-31 | 35-33 |       | 34-27 | 32-30 | 26-23 | 36-29 | 39-29 |
| 4 | HC Meshkov Brest       | 15  | 14 | 7  | 1 | 6  | 383 | 380 | 3    |  | HC Meshkov Brest       | 26-28 | 32-31 | 35-30 |       | 10-0  | 26-24 | 24-22 | 29-27 |
| 5 | FC Porto               | 12  | 14 | 5  | 2 | 7  | 361 | 362 | -1   |  | FC Porto               | 10-0  | 31-34 | 32-32 | 27-25 |       | 25-19 | 27-24 | 28-30 |
| 6 | SC Pick Szeged         | 12  | 14 | 6  | 0 | 8  | 318 | 329 | -11  |  | SC Pick Szeged         | 0-10  | 29-32 | 26-30 | 30-27 | 35-31 |       | 34-33 | 36-27 |
| 7 | Vardar Skopje          | 9   | 14 | 3  | 3 | 8  | 335 | 350 | -15  |  | Vardar Skopje          | 31-26 | 0-10  | 29-33 | 32-36 | 25-25 | 26-28 |       | 34-34 |
| 8 | Elverum Handball       | 5   | 14 | 2  | 1 | 11 | 387 | 457 | -70  |  | Elverum Handball       | 29-30 | 29-44 | 22-31 | 33-31 | 31-38 | 0-10  | 32-35 |       |

Cinq matchs n'ayant pas pu être joués et reprogrammés, la Fédération européenne de handball les a considérés perdus 10-0 ou 0-10 ou match nul 5-5.
Légende
- Directement qualifié pour les quarts de finale
- Qualifié pour les huitièmes de finale
- Éliminé

### Journée 1
| 16 septembre 2020 18h45 | HC Meshkov Brest        | 24 - 22   | Vardar Skopje | USK Victoria (ru), Brest Affluence : 1 350 Arbitrage : Evgueni Zotine et Nikolaï Volodkov |
| 16 septembre 2020 18h45 | M. Panić, M. Vailupau 6 | (12 - 10) | M. Vujin 6    | USK Victoria (ru), Brest Affluence : 1 350 Arbitrage : Evgueni Zotine et Nikolaï Volodkov |
| 16 septembre 2020 18h45 | ×3                      | Rapport   | ×2 ×3         | USK Victoria (ru), Brest Affluence : 1 350 Arbitrage : Evgueni Zotine et Nikolaï Volodkov |

| 16 septembre 2020 20h45 | SG Flensburg-Handewitt | 31 - 30   | KS Kielce    | Flens-Arena, Flensbourg Affluence : 0 Arbitrage : Mirza Kurtagic et Mattias Wetterwik |
| 16 septembre 2020 20h45 | M. Abelvik Rød 6       | (14 - 14) | A. Karalek 7 | Flens-Arena, Flensbourg Affluence : 0 Arbitrage : Mirza Kurtagic et Mattias Wetterwik |
| 16 septembre 2020 20h45 | ×1 ×2                  | Rapport   | ×1           | Flens-Arena, Flensbourg Affluence : 0 Arbitrage : Mirza Kurtagic et Mattias Wetterwik |

| 17 septembre 2020 20h45 | FC Porto                                    | 28 - 30   | Elverum Handball | Dragão Arena, Porto Affluence : 20 Arbitrage : Stevann Pichon et Laurent Reveret |
| 17 septembre 2020 20h45 | A. Areia (en), R. Silva (en), V. Iturriza 5 | (16 - 12) | A. Blonz 10      | Dragão Arena, Porto Affluence : 20 Arbitrage : Stevann Pichon et Laurent Reveret |
| 17 septembre 2020 20h45 | ×3 ×9 ×1                                    | Rapport   | ×1 ×5            | Dragão Arena, Porto Affluence : 20 Arbitrage : Stevann Pichon et Laurent Reveret |

| 6 février 2021 20h00 | SC Pick Szeged | 29 - 32   | Paris Saint-Germain | Városi Sportcsarnok, Szeged Affluence : 0 Arbitrage : Aleksandar Pandžić et Ivan Mošorinski |
| 6 février 2021 20h00 | 4 joueurs 4    | (17 - 16) | M. Hansen 10        | Városi Sportcsarnok, Szeged Affluence : 0 Arbitrage : Aleksandar Pandžić et Ivan Mošorinski |
| 6 février 2021 20h00 | ×3             | Rapport   | ×2 ×1               | Városi Sportcsarnok, Szeged Affluence : 0 Arbitrage : Aleksandar Pandžić et Ivan Mošorinski |

### Journée 2
| 23 septembre 2020 18h45 | KS Kielce       | 26 - 23  | SC Pick Szeged | Hala Legionów, Kielce Affluence : 1 800 Arbitrage : Jesper Kirkholm Madsen et Henrik Mortensen |
| 23 septembre 2020 18h45 | A. Dujshebaev 8 | (12 - 7) | J. Cañellas 11 | Hala Legionów, Kielce Affluence : 1 800 Arbitrage : Jesper Kirkholm Madsen et Henrik Mortensen |
| 23 septembre 2020 18h45 | ×4              | Rapport  | ×1 ×5          | Hala Legionów, Kielce Affluence : 1 800 Arbitrage : Jesper Kirkholm Madsen et Henrik Mortensen |

| 23 septembre 2020 20h45 | Paris Saint-Germain | 28 - 29   | SG Flensburg-Handewitt | Stade Pierre-de-Coubertin, Paris Affluence : 954 Arbitrage : Óscar Raluy López et Ángel Luis Sabroso Ramírez |
| 23 septembre 2020 20h45 | L. Karabatic 5      | (18 - 14) | H. Wanne 8             | Stade Pierre-de-Coubertin, Paris Affluence : 954 Arbitrage : Óscar Raluy López et Ángel Luis Sabroso Ramírez |
| 23 septembre 2020 20h45 | ×1 ×4               | Rapport   | ×1 ×3 ×1               | Stade Pierre-de-Coubertin, Paris Affluence : 954 Arbitrage : Óscar Raluy López et Ángel Luis Sabroso Ramírez |

| 23 septembre 2020 20h45 | FC Porto        | 27 - 25  | HC Meshkov Brest | Dragão Arena, Porto Affluence : 17 Arbitrage : Andreu Marín Lorente et Ignacio García Serradilla |
| 23 septembre 2020 20h45 | A. Areia (en) 5 | (12 - 9) | M. Panić 8       | Dragão Arena, Porto Affluence : 17 Arbitrage : Andreu Marín Lorente et Ignacio García Serradilla |
| 23 septembre 2020 20h45 | ×3 ×6           | Rapport  | ×1 ×5            | Dragão Arena, Porto Affluence : 17 Arbitrage : Andreu Marín Lorente et Ignacio García Serradilla |

| 21 février 2021 16h00 | Vardar Skopje | 34 - 34   | Elverum Handball                           | CS Yané-Sandanski, Skopje Affluence : 0 Arbitrage : Bojan Lah et David Sok |
| 21 février 2021 16h00 | A. Gadža 8    | (20 - 21) | D. Máthé, T. Solstad (en), J. Pujol (sv) 5 | CS Yané-Sandanski, Skopje Affluence : 0 Arbitrage : Bojan Lah et David Sok |
| 21 février 2021 16h00 | ×6            | Rapport   | ×1 ×3                                      | CS Yané-Sandanski, Skopje Affluence : 0 Arbitrage : Bojan Lah et David Sok |

### Journée 3
| 30 septembre 2020 18h45 | HC Meshkov Brest | 32 - 31   | Paris Saint-Germain | USK Victoria (ru), Brest Affluence : 2 650 Arbitrage : Ivan Pavićević et Miloš Ražnatovic |
| 30 septembre 2020 18h45 | M. Vailupau 7    | (19 - 14) | D. Krištopāns 7     | USK Victoria (ru), Brest Affluence : 2 650 Arbitrage : Ivan Pavićević et Miloš Ražnatovic |
| 30 septembre 2020 18h45 | ×3 ×5            | Rapport   | ×3 ×7               | USK Victoria (ru), Brest Affluence : 2 650 Arbitrage : Ivan Pavićević et Miloš Ražnatovic |

| 30 septembre 2020 20h45 | SG Flensburg-Handewitt | 36 - 29   | FC Porto                   | Flens-Arena, Flensbourg Affluence : 722 Arbitrage : Jesper Kirkholm Madsen et Henrik Mortensen |
| 30 septembre 2020 20h45 | L. Møller 7            | (15 - 15) | D. Salina (en), A. Gomes 5 | Flens-Arena, Flensbourg Affluence : 722 Arbitrage : Jesper Kirkholm Madsen et Henrik Mortensen |
| 30 septembre 2020 20h45 | ×3                     | Rapport   | ×2 ×6                      | Flens-Arena, Flensbourg Affluence : 722 Arbitrage : Jesper Kirkholm Madsen et Henrik Mortensen |

| 1er octobre 2020 20h45 | Elverum Handball          | 22 - 31   | KS Kielce    | Terningen Arena (no), Elverum Affluence : 200 Arbitrage : Zigmārs Sondors et Renārs Līcis |
| 1er octobre 2020 20h45 | J. Pujol (sv), D. Máthé 5 | (11 - 18) | N. Tournat 5 | Terningen Arena (no), Elverum Affluence : 200 Arbitrage : Zigmārs Sondors et Renārs Līcis |
| 1er octobre 2020 20h45 | ×1 ×2                     | Rapport   | ×2 ×3        | Terningen Arena (no), Elverum Affluence : 200 Arbitrage : Zigmārs Sondors et Renārs Līcis |

| 18 février 2021 18h45 | SC Pick Szeged | 34 - 33   | Vardar Skopje | Városi Sportcsarnok, Szeged Affluence : 0 Arbitrage : Mads Hansen (da) et Jesper Madesen |
| 18 février 2021 18h45 | R. Bodó (en) 7 | (17 - 19) | I. Čupić 9    | Városi Sportcsarnok, Szeged Affluence : 0 Arbitrage : Mads Hansen (da) et Jesper Madesen |
| 18 février 2021 18h45 | ×1 ×6          | Rapport   | ×1 ×3         | Városi Sportcsarnok, Szeged Affluence : 0 Arbitrage : Mads Hansen (da) et Jesper Madesen |

### Journée 4
| 14 octobre 2020 18h45 | KS Kielce   | 34 - 27   | HC Meshkov Brest | Hala Legionów, Kielce Affluence : 0 Arbitrage : Bojan Lah et David Sok |
| 14 octobre 2020 18h45 | 5 joueurs 4 | (18 - 11) | V. Shumak (en) 6 | Hala Legionów, Kielce Affluence : 0 Arbitrage : Bojan Lah et David Sok |
| 14 octobre 2020 18h45 | ×4          | Rapport   | ×3 ×5            | Hala Legionów, Kielce Affluence : 0 Arbitrage : Bojan Lah et David Sok |

| 15 octobre 2020 20h45 | Vardar Skopje | 31 - 26   | SG Flensburg-Handewitt | CS Yané-Sandanski, Skopje Affluence : 0 Arbitrage : Ivan Pavićević et Miloš Ražnatovic |
| 15 octobre 2020 20h45 | S. Stoilov 8  | (17 - 15) | G. Johannessen 7       | CS Yané-Sandanski, Skopje Affluence : 0 Arbitrage : Ivan Pavićević et Miloš Ražnatovic |
| 15 octobre 2020 20h45 | ×3 ×2         | Rapport   | ×2 ×7 ×1               | CS Yané-Sandanski, Skopje Affluence : 0 Arbitrage : Ivan Pavićević et Miloš Ražnatovic |

| 15 octobre 2020 20h45 | Paris Saint-Germain | 35 - 29   | Elverum Handball | Stade Pierre-de-Coubertin, Paris Affluence : 957 Arbitrage : Aleksandar Pandžić et Ivan Mošorinski |
| 15 octobre 2020 20h45 | M. Hansen 8         | (17 - 13) | J. Pujol (sv) 7  | Stade Pierre-de-Coubertin, Paris Affluence : 957 Arbitrage : Aleksandar Pandžić et Ivan Mošorinski |
| 15 octobre 2020 20h45 | ×2                  | Rapport   | ×3               | Stade Pierre-de-Coubertin, Paris Affluence : 957 Arbitrage : Aleksandar Pandžić et Ivan Mošorinski |

| 15 octobre 2020 20h45 | FC Porto          | 25 - 19   | SC Pick Szeged | Dragão Arena, Porto Affluence : 15 Arbitrage : Arthur Brunner et Morad Salah |
| 15 octobre 2020 20h45 | M. Martins (en) 5 | (15 - 10) | J. Cañellas 7  | Dragão Arena, Porto Affluence : 15 Arbitrage : Arthur Brunner et Morad Salah |
| 15 octobre 2020 20h45 | ×1 ×2             | Rapport   | ×2 ×1          | Dragão Arena, Porto Affluence : 15 Arbitrage : Arthur Brunner et Morad Salah |

### Journée 5
| 22 octobre 2020 18h45 | HC Meshkov Brest | 26 - 24   | SC Pick Szeged     | USK Victoria (ru), Brest Affluence : 2 070 Arbitrage : Miloš Nikolić et Pavle Stojiljković |
| 22 octobre 2020 18h45 | J. Malus (en) 7  | (11 - 12) | M. Šoštarić (en) 9 | USK Victoria (ru), Brest Affluence : 2 070 Arbitrage : Miloš Nikolić et Pavle Stojiljković |
| 22 octobre 2020 18h45 | ×1 ×4            | Rapport   | ×3                 | USK Victoria (ru), Brest Affluence : 2 070 Arbitrage : Miloš Nikolić et Pavle Stojiljković |

| 22 octobre 2020 20h45 | Vardar Skopje | 25 - 25   | FC Porto      | CS Yané-Sandanski, Skopje Affluence : 0 Arbitrage : Dalibor Jurinović et Marko Mrvica |
| 22 octobre 2020 20h45 | I. Čupić 7    | (13 - 12) | V. Iturriza 7 | CS Yané-Sandanski, Skopje Affluence : 0 Arbitrage : Dalibor Jurinović et Marko Mrvica |
| 22 octobre 2020 20h45 | ×1 ×2         | Rapport   | ×4 ×3         | CS Yané-Sandanski, Skopje Affluence : 0 Arbitrage : Dalibor Jurinović et Marko Mrvica |

| 22 octobre 2020 20h45 | KS Kielce     | 35 - 33   | Paris Saint-Germain | Hala Legionów, Kielce Affluence : 0 Arbitrage : Matija Gubica (hr) et Boris Milošević (hr) |
| 22 octobre 2020 20h45 | I. Karačić 13 | (18 - 18) | M. Hansen 10        | Hala Legionów, Kielce Affluence : 0 Arbitrage : Matija Gubica (hr) et Boris Milošević (hr) |
| 22 octobre 2020 20h45 | ×1 ×3         | Rapport   | ×1 ×4               | Hala Legionów, Kielce Affluence : 0 Arbitrage : Matija Gubica (hr) et Boris Milošević (hr) |

| 22 octobre 2020 20h45 | SG Flensburg-Handewitt | 37 - 35   | Elverum Handball  | Flens-Arena, Flensbourg Affluence : 511 Arbitrage : Vaidas Mažeika et Mindaugas Gatelis |
| 22 octobre 2020 20h45 | G. Johannessen 8       | (18 - 14) | T. Solstad (en) 7 | Flens-Arena, Flensbourg Affluence : 511 Arbitrage : Vaidas Mažeika et Mindaugas Gatelis |
| 22 octobre 2020 20h45 | ×1 ×4                  | Rapport   | ×1 ×2             | Flens-Arena, Flensbourg Affluence : 511 Arbitrage : Vaidas Mažeika et Mindaugas Gatelis |

### Journée 6
| 29 octobre 2020 20h45 | FC Porto          | 32 - 32   | KS Kielce    | Dragão Arena, Porto Affluence : 20 Arbitrage : Robert Schulze et Tobias Tönnies |
| 29 octobre 2020 20h45 | M. Martins (en) 9 | (19 - 17) | I. Karačić 5 | Dragão Arena, Porto Affluence : 20 Arbitrage : Robert Schulze et Tobias Tönnies |
| 29 octobre 2020 20h45 | ×2 ×3             | Rapport   |              | Dragão Arena, Porto Affluence : 20 Arbitrage : Robert Schulze et Tobias Tönnies |

| 17 décembre 2020 18h45 | Elverum Handball               | 33 - 31   | HC Meshkov Brest  | Terningen Arena (no), Elverum Affluence : 200 Arbitrage : Mads Hansen (da) et Jesper Madesen |
| 17 décembre 2020 18h45 | L. Abalo, D. Máthé, A. Blonz 5 | (16 - 17) | V. Vranješ (en) 7 | Terningen Arena (no), Elverum Affluence : 200 Arbitrage : Mads Hansen (da) et Jesper Madesen |
| 17 décembre 2020 18h45 | ×5 ×1                          | Rapport   | ×6 ×1             | Terningen Arena (no), Elverum Affluence : 200 Arbitrage : Mads Hansen (da) et Jesper Madesen |

| Non disputé | Paris Saint-Germain | 5-5 | Vardar Skopje |  |

| Non disputé | SC Pick Szeged | 0 - 10 | SG Flensburg-Handewitt |  |

### Journée 7
| 18 novembre 2020 18h45 | FC Porto                       | 31 - 34   | Paris Saint-Germain | Dragão Arena, Porto Affluence : 0 Arbitrage : Bojan Lah et David Sok |
| 18 novembre 2020 18h45 | D. Branquinho (en), D. Silva 4 | (16 - 12) | M. Hansen 9         | Dragão Arena, Porto Affluence : 0 Arbitrage : Bojan Lah et David Sok |
| 18 novembre 2020 18h45 | ×2 ×5                          | Rapport   | ×1 ×4               | Dragão Arena, Porto Affluence : 0 Arbitrage : Bojan Lah et David Sok |

| 18 novembre 2020 18h45 | SG Flensburg-Handewitt                | 29 - 29   | HC Meshkov Brest            | Flens-Arena, Flensbourg Affluence : 0 Arbitrage : Václav Horáček et Jiří Novotný |
| 18 novembre 2020 18h45 | M. Steinhauser (en), G. Johannessen 7 | (13 - 11) | M. Baranau (en), M. Panić 7 | Flens-Arena, Flensbourg Affluence : 0 Arbitrage : Václav Horáček et Jiří Novotný |
| 18 novembre 2020 18h45 | ×2                                    | Rapport   | ×1 ×2                       | Flens-Arena, Flensbourg Affluence : 0 Arbitrage : Václav Horáček et Jiří Novotný |

| 19 novembre 2020 18h45 | Vardar Skopje   | 29 - 33   | KS Kielce        | CS Yané-Sandanski, Skopje Affluence : 0 Arbitrage : Radojko Brkic et Andrei Jusufhodzic |
| 19 novembre 2020 18h45 | L. Jotić (en) 6 | (13 - 16) | A. Dujshebaev 10 | CS Yané-Sandanski, Skopje Affluence : 0 Arbitrage : Radojko Brkic et Andrei Jusufhodzic |
| 19 novembre 2020 18h45 | ×2 ×4           | Rapport   | ×1 ×5            | CS Yané-Sandanski, Skopje Affluence : 0 Arbitrage : Radojko Brkic et Andrei Jusufhodzic |

| Non disputé | Elverum Handball | 0-10 | SC Pick Szeged |  |

### Journée 8
| 25 novembre 2020 20h45 | KS Kielce                  | 36 - 29   | Vardar Skopje | Hala Legionów, Kielce Affluence : 0 Arbitrage : Arthur Brunner et Morad Salah |
| 25 novembre 2020 20h45 | A. Dujshebaev, A. Moryto 7 | (18 - 12) | T. Dibirov 7  | Hala Legionów, Kielce Affluence : 0 Arbitrage : Arthur Brunner et Morad Salah |
| 25 novembre 2020 20h45 | ×1 ×4                      | Rapport   | ×1 ×2         | Hala Legionów, Kielce Affluence : 0 Arbitrage : Arthur Brunner et Morad Salah |

| 26 novembre 2020 18h45 | Paris Saint-Germain | 29 - 28   | FC Porto         | Stade Pierre-de-Coubertin, Paris Affluence : 0 Arbitrage : Bogdan Nicolae Stark et Romeo Mihai Ştefan |
| 26 novembre 2020 18h45 | M. Hansen 9         | (15 - 11) | D. Salina (en) 5 | Stade Pierre-de-Coubertin, Paris Affluence : 0 Arbitrage : Bogdan Nicolae Stark et Romeo Mihai Ştefan |
| 26 novembre 2020 18h45 | ×3                  | Rapport   | ×2               | Stade Pierre-de-Coubertin, Paris Affluence : 0 Arbitrage : Bogdan Nicolae Stark et Romeo Mihai Ştefan |

| 26 novembre 2020 18h45 | SC Pick Szeged | 36 - 27   | Elverum Handball | Városi Sportcsarnok, Szeged Affluence : 0 Arbitrage : Andreu Marín Lorente et Ignacio García Serradilla |
| 26 novembre 2020 18h45 | R. Bodó (en) 9 | (17 - 15) | A. Blonz 7       | Városi Sportcsarnok, Szeged Affluence : 0 Arbitrage : Andreu Marín Lorente et Ignacio García Serradilla |
| 26 novembre 2020 18h45 | ×1             | Rapport   | ×1 ×2            | Városi Sportcsarnok, Szeged Affluence : 0 Arbitrage : Andreu Marín Lorente et Ignacio García Serradilla |

| 4 février 2021 18h45 | HC Meshkov Brest                         | 26 - 28   | SG Flensburg-Handewitt | USK Victoria (ru), Brest Affluence : 2 045 Arbitrage : Igor et Alexeï Covalciuc |
| 4 février 2021 18h45 | M. Panić, M. Vailupau, V. Vranješ (en) 5 | (15 - 14) | G. Johannessen 9       | USK Victoria (ru), Brest Affluence : 2 045 Arbitrage : Igor et Alexeï Covalciuc |
| 4 février 2021 18h45 | ×3                                       | Rapport   | ×1 ×3                  | USK Victoria (ru), Brest Affluence : 2 045 Arbitrage : Igor et Alexeï Covalciuc |

### Journée 9
| 3 décembre 2020 18h45 | SG Flensburg-Handewitt | 26 - 24   | SC Pick Szeged                 | Flens-Arena, Flensbourg Affluence : 0 Arbitrage : Radojko Brkic et Andrei Jusufhodzic |
| 3 décembre 2020 18h45 | G. Johannessen 7       | (11 - 10) | R. Bodó (en), B. Radivojević 6 | Flens-Arena, Flensbourg Affluence : 0 Arbitrage : Radojko Brkic et Andrei Jusufhodzic |
| 3 décembre 2020 18h45 | ×1 ×4                  | Rapport   | ×1 ×3 ×1                       | Flens-Arena, Flensbourg Affluence : 0 Arbitrage : Radojko Brkic et Andrei Jusufhodzic |

| 3 décembre 2020 18h45 | HC Meshkov Brest | 29 - 27   | Elverum Handball | USK Victoria (ru), Brest Affluence : 1 040 Arbitrage : Kürşad Erdoğan et İbrahim Özdeniz |
| 3 décembre 2020 18h45 | V. Shumak (en) 6 | (15 - 17) | L. Abalo 5       | USK Victoria (ru), Brest Affluence : 1 040 Arbitrage : Kürşad Erdoğan et İbrahim Özdeniz |
| 3 décembre 2020 18h45 | ×2 ×4            | Rapport   | ×2 ×6 ×1         | USK Victoria (ru), Brest Affluence : 1 040 Arbitrage : Kürşad Erdoğan et İbrahim Özdeniz |

| 4 février 2021 20h45 | FC Porto             | 27 - 24   | Vardar Skopje | Dragão Arena, Porto Affluence : 0 Arbitrage : Mirza Kurtagic et Mattias Wetterwik |
| 4 février 2021 20h45 | D. Branquinho (en) 7 | (13 - 13) | T. Dibirov 9  | Dragão Arena, Porto Affluence : 0 Arbitrage : Mirza Kurtagic et Mattias Wetterwik |
| 4 février 2021 20h45 | ×1 ×2                | Rapport   | ×2            | Dragão Arena, Porto Affluence : 0 Arbitrage : Mirza Kurtagic et Mattias Wetterwik |

| 23 février 2021 18h45 | Paris Saint-Germain    | 37 - 26   | KS Kielce  | Stade Pierre-de-Coubertin, Paris Affluence : 0 Arbitrage : Andreu Marín Lorente et Ignacio García Serradilla |
| 23 février 2021 18h45 | L. Steins, M. Hansen 6 | (19 - 10) | S. Sićko 5 | Stade Pierre-de-Coubertin, Paris Affluence : 0 Arbitrage : Andreu Marín Lorente et Ignacio García Serradilla |
| 23 février 2021 18h45 | ×4                     | Rapport   | ×5 ×1      | Stade Pierre-de-Coubertin, Paris Affluence : 0 Arbitrage : Andreu Marín Lorente et Ignacio García Serradilla |

### Journée 10
| 9 décembre 2020 18h45 | SC Pick Szeged | 30 - 27   | HC Meshkov Brest | Városi Sportcsarnok, Szeged Affluence : 0 Arbitrage : Karim et Raouf Gasmi |
| 9 décembre 2020 18h45 | B. Bánhidi 12  | (18 - 13) | M. Panić 7       | Városi Sportcsarnok, Szeged Affluence : 0 Arbitrage : Karim et Raouf Gasmi |
| 9 décembre 2020 18h45 | ×2 ×4          | Rapport   | ×2               | Városi Sportcsarnok, Szeged Affluence : 0 Arbitrage : Karim et Raouf Gasmi |

| 10 décembre 2020 18h45 | Elverum Handball | 29 - 30   | SG Flensburg-Handewitt | Terningen Arena (no), Elverum Affluence : 200 Arbitrage : Jónas Elíasson et Anton Pálsson |
| 10 décembre 2020 18h45 | D. Máthé 7       | (12 - 15) | J. Golla 7             | Terningen Arena (no), Elverum Affluence : 200 Arbitrage : Jónas Elíasson et Anton Pálsson |
| 10 décembre 2020 18h45 | ×1 ×4            | Rapport   | ×2                     | Terningen Arena (no), Elverum Affluence : 200 Arbitrage : Jónas Elíasson et Anton Pálsson |

| 9 février 2021 18h45 | KS Kielce        | 32 - 30   | FC Porto                     | Hala Legionów, Kielce Affluence : 0 Arbitrage : Vaidas Mažeika et Mindaugas Gatelis |
| 9 février 2021 18h45 | A. Dujshebaev 10 | (19 - 14) | V. Iturriza, R. Silva (en) 6 | Hala Legionów, Kielce Affluence : 0 Arbitrage : Vaidas Mažeika et Mindaugas Gatelis |
| 9 février 2021 18h45 | ×2               | Rapport   | ×2                           | Hala Legionów, Kielce Affluence : 0 Arbitrage : Vaidas Mažeika et Mindaugas Gatelis |

| Non disputé | Vardar Skopje | 0-10 | Paris Saint-Germain |  |

### Journée 11
| 11 février 2021 18h45 | HC Meshkov Brest | 35 - 30   | KS Kielce                   | USK Victoria (ru), Brest Affluence : 2 040 Arbitrage : Evgueni Zotine et Nikolaï Volodkov |
| 11 février 2021 18h45 | S. Skube 7       | (15 - 11) | A. Dujshebaev, A. Karalek 5 | USK Victoria (ru), Brest Affluence : 2 040 Arbitrage : Evgueni Zotine et Nikolaï Volodkov |
| 11 février 2021 18h45 | ×3 ×4            | Rapport   | ×1 ×5                       | USK Victoria (ru), Brest Affluence : 2 040 Arbitrage : Evgueni Zotine et Nikolaï Volodkov |

| 11 février 2021 18h45 | SC Pick Szeged     | 35 - 31   | FC Porto        | Városi Sportcsarnok, Szeged Affluence : 0 Arbitrage : Václav Horáček et Jiří Novotný |
| 11 février 2021 18h45 | S. Kašpárek (en) 7 | (18 - 12) | R. Silva (en) 6 | Városi Sportcsarnok, Szeged Affluence : 0 Arbitrage : Václav Horáček et Jiří Novotný |
| 11 février 2021 18h45 | ×2 ×3              | Rapport   | ×2 ×1           | Városi Sportcsarnok, Szeged Affluence : 0 Arbitrage : Václav Horáček et Jiří Novotný |

| 2 mars 2021 18h45 | Elverum Handball | 29 - 44   | Paris Saint-Germain | Stade Pierre-de-Coubertin, Paris Affluence : 0 Arbitrage : Mads Hansen (da) et Jesper Madesen |
| 2 mars 2021 18h45 | E. Langaas 5     | (12 - 19) | D. Nahi 8           | Stade Pierre-de-Coubertin, Paris Affluence : 0 Arbitrage : Mads Hansen (da) et Jesper Madesen |
| 2 mars 2021 18h45 | ×1 ×3            | Rapport   | ×2                  | Stade Pierre-de-Coubertin, Paris Affluence : 0 Arbitrage : Mads Hansen (da) et Jesper Madesen |

| Non disputé | SG Flensburg-Handewitt | 0-10 | Vardar Skopje |  |

### Journée 12
| 14 février 2021 18h00 | Vardar Skopje               | 26 - 28   | SC Pick Szeged               | CS Yané-Sandanski, Skopje Affluence : 0 Arbitrage : Evgueni Zotine et Nikolaï Volodkov |
| 14 février 2021 18h00 | L. Jotić (en), T. Dibirov 6 | (15 - 13) | B. Radivojević, B. Bánhidi 6 | CS Yané-Sandanski, Skopje Affluence : 0 Arbitrage : Evgueni Zotine et Nikolaï Volodkov |
| 14 février 2021 18h00 | ×1 ×2                       | Rapport   | ×2                           | CS Yané-Sandanski, Skopje Affluence : 0 Arbitrage : Evgueni Zotine et Nikolaï Volodkov |

| 17 février 2021 18h45 | Paris Saint-Germain | 33 - 26   | HC Meshkov Brest | Stade Pierre-de-Coubertin, Paris Affluence : 0 Arbitrage : Mirza Kurtagic et Mattias Wetterwik |
| 17 février 2021 18h45 | B. Kounkoud 8       | (15 - 12) | M. Vailupau 8    | Stade Pierre-de-Coubertin, Paris Affluence : 0 Arbitrage : Mirza Kurtagic et Mattias Wetterwik |
| 17 février 2021 18h45 | ×3 ×1               | Rapport   | ×3               | Stade Pierre-de-Coubertin, Paris Affluence : 0 Arbitrage : Mirza Kurtagic et Mattias Wetterwik |

| 18 février 2021 18h45 | KS Kielce    | 39 - 29   | Elverum Handball  | Hala Legionów, Kielce Affluence : 0 Arbitrage : Kürşad Erdoğan et İbrahim Özdeniz |
| 18 février 2021 18h45 | A. Karalek 7 | (20 - 14) | T. Solstad (en) 8 | Hala Legionów, Kielce Affluence : 0 Arbitrage : Kürşad Erdoğan et İbrahim Özdeniz |
| 18 février 2021 18h45 | ×1 ×3        | Rapport   | ×2 ×6             | Hala Legionów, Kielce Affluence : 0 Arbitrage : Kürşad Erdoğan et İbrahim Özdeniz |

| Non disputé | FC Porto | 10-0 | SG Flensburg-Handewitt |  |

### Journée 13
| 24 février 2021 18h45 | Elverum Handball          | 32 - 35   | Vardar Skopje | CS Yané-Sandanski, Skopje Affluence : 0 Arbitrage : Matija Gubica (hr) et Boris Milošević (hr) |
| 24 février 2021 18h45 | D. Máthé, J. Pujol (sv) 5 | (20 - 17) | T. Dibirov 9  | CS Yané-Sandanski, Skopje Affluence : 0 Arbitrage : Matija Gubica (hr) et Boris Milošević (hr) |
| 24 février 2021 18h45 | ×1 ×3                     | Rapport   | ×5 ×1         | CS Yané-Sandanski, Skopje Affluence : 0 Arbitrage : Matija Gubica (hr) et Boris Milošević (hr) |

| 25 février 2021 18h45 | SC Pick Szeged | 26 - 30   | KS Kielce       | Városi Sportcsarnok, Szeged Affluence : 0 Arbitrage : Miloš Nikolić et Pavle Stojiljković |
| 25 février 2021 18h45 | M. Gaber 5     | (14 - 14) | A. Dujshebaev 8 | Városi Sportcsarnok, Szeged Affluence : 0 Arbitrage : Miloš Nikolić et Pavle Stojiljković |
| 25 février 2021 18h45 | ×2             | Rapport   | ×2 ×4           | Városi Sportcsarnok, Szeged Affluence : 0 Arbitrage : Miloš Nikolić et Pavle Stojiljković |

| 25 février 2021 20h45 | SG Flensburg-Handewitt | 28 - 27   | Paris Saint-Germain | Flens-Arena, Flensbourg Affluence : 0 Arbitrage : Slave Nikolov (hr) et Gjorgji Načevski (hr) |
| 25 février 2021 20h45 | H. Wanne 8             | (19 - 10) | M. Hansen 7         | Flens-Arena, Flensbourg Affluence : 0 Arbitrage : Slave Nikolov (hr) et Gjorgji Načevski (hr) |
| 25 février 2021 20h45 | ×1 ×5 ×1               | Rapport   | ×1 ×6 ×1            | Flens-Arena, Flensbourg Affluence : 0 Arbitrage : Slave Nikolov (hr) et Gjorgji Načevski (hr) |

| Non disputé | HC Meshkov Brest | 10 - 0 | FC Porto |  |

### Journée 14
| 4 mars 2021 18h45 | Vardar Skopje | 32 - 36   | HC Meshkov Brest | CS Yané-Sandanski, Skopje Arbitrage : Amar et Dino Konjičanin |
| 4 mars 2021 18h45 | T. Dibirov 9  | (12 - 20) | M. Vailupau 12   | CS Yané-Sandanski, Skopje Arbitrage : Amar et Dino Konjičanin |
| 4 mars 2021 18h45 | ×2            | Rapport   | ×1 ×5            | CS Yané-Sandanski, Skopje Arbitrage : Amar et Dino Konjičanin |

| 4 mars 2021 18h45 | KS Kielce                  | 28 - 31   | SG Flensburg-Handewitt | Hala Legionów, Kielce Affluence : 0 Arbitrage : Péter Horváth et Balázs Márton |
| 4 mars 2021 18h45 | A. Dujshebaev, A. Moryto 6 | (17 - 19) | H. Wanne 11            | Hala Legionów, Kielce Affluence : 0 Arbitrage : Péter Horváth et Balázs Márton |
| 4 mars 2021 18h45 | ×2 ×4                      | Rapport   | ×2 ×4                  | Hala Legionów, Kielce Affluence : 0 Arbitrage : Péter Horváth et Balázs Márton |

| 4 mars 2021 20h45 | Elverum Handball  | 31 - 38   | FC Porto                     | Dragão Arena, Porto Affluence : 0 Arbitrage : Javier Álvarez Mata et Yon Bustamante López |
| 4 mars 2021 20h45 | T. Solstad (en) 7 | (11 - 16) | V. Iturriza, A. Areia (en) 7 | Dragão Arena, Porto Affluence : 0 Arbitrage : Javier Álvarez Mata et Yon Bustamante López |
| 4 mars 2021 20h45 | ×2                | Rapport   | ×1 ×6                        | Dragão Arena, Porto Affluence : 0 Arbitrage : Javier Álvarez Mata et Yon Bustamante López |

| Non disputé | Paris Saint-Germain | 10 - 0 | SC Pick Szeged |  |

## Groupe B

### Classement
|   | Équipe             | Pts | J  | G  | N | P  | Bp  | Bc  | Diff |  | Résultats (dom.\ext.) |       |       |       |       |       |       |       |       |
| - | ------------------ | --- | -- | -- | - | -- | --- | --- | ---- |  | --------------------- | ----- | ----- | ----- | ----- | ----- | ----- | ----- | ----- |
| 1 | FC Barcelone       | 28  | 14 | 14 | 0 | 0  | 505 | 412 | 93   |  | FC Barcelone          |       | 37-30 | 29-25 | 42-33 | 42-34 | 30-29 | 42-28 | 45-27 |
| 2 | Veszprém KSE       | 20  | 14 | 9  | 2 | 3  | 443 | 392 | 51   |  | Veszprém KSE          | 34-37 |       | 41-33 | 30-32 | 34-30 | 5-5   | 39-24 | 37-25 |
| 3 | THW Kiel           | 16  | 14 | 7  | 2 | 5  | 394 | 378 | 16   |  | THW Kiel              | 26-32 | 31-31 |       | 28-26 | 34-23 | 27-35 | 33-29 | 36-30 |
| 4 | Aalborg Håndbold   | 14  | 14 | 7  | 0 | 7  | 397 | 411 | -14  |  | Aalborg Håndbold      | 32-35 | 27-33 | 23-31 |       | 38-29 | 32-24 | 0-10  | 38-29 |
| 5 | HC Motor Zaporijia | 14  | 14 | 7  | 0 | 7  | 389 | 411 | -22  |  | HC Motor Zaporijia    | 25-30 | 34-37 | 10-0  | 27-29 |       | 29-28 | 31-29 | 29-25 |
| 6 | HBC Nantes         | 12  | 14 | 5  | 2 | 7  | 388 | 378 | 10   |  | HBC Nantes            | 27-35 | 24-28 | 24-24 | 38-29 | 31-32 |       | 28-30 | 30-28 |
| 7 | RK Celje           | 8   | 14 | 4  | 0 | 10 | 372 | 413 | -41  |  | RK Celje              | 29-32 | 25-29 | 24-35 | 29-31 | 31-32 | 25-31 |       | 29-28 |
| 8 | RK Zagreb          | 0   | 14 | 0  | 0 | 14 | 369 | 462 | -93  |  | RK Zagreb             | 33-37 | 28-35 | 21-31 | 26-27 | 23-24 | 24-34 | 22-30 |       |

Un matchs n'ayant pas pu être joué et reprogrammé, la Fédération européenne de handball l'a considéré perdu 0-10 par Kiel en faveur de Zaporijia.
Légende
- Directement qualifié pour les quarts de finale
- Qualifié pour les huitièmes de finale
- Éliminé

### Journée 1
| 16 septembre 2020 18h45 | RK Celje   | 29 - 31   | Aalborg Håndbold | Zlatorog Arena, Celje Affluence : 0 Arbitrage : Zigmārs Sondors et Renārs Līcis |
| 16 septembre 2020 18h45 | T. Kljun 6 | (16 - 15) | M. Saugstrup 7   | Zlatorog Arena, Celje Affluence : 0 Arbitrage : Zigmārs Sondors et Renārs Līcis |
| 16 septembre 2020 18h45 | ×2 ×1      | Rapport   | ×2 ×1            | Zlatorog Arena, Celje Affluence : 0 Arbitrage : Zigmārs Sondors et Renārs Līcis |

| 16 septembre 2020 20h45 | HBC Nantes                | 24 - 28   | Veszprém KSE              | H Arena, Nantes Affluence : 4 800 Arbitrage : Robert Schulze et Tobias Tönnies |
| 16 septembre 2020 20h45 | K. Lazarov, A. Figueras 5 | (10 - 11) | A. Nilsson, D. Manaskov 5 | H Arena, Nantes Affluence : 4 800 Arbitrage : Robert Schulze et Tobias Tönnies |
| 16 septembre 2020 20h45 | ×4                        | Rapport   | ×1 ×5                     | H Arena, Nantes Affluence : 4 800 Arbitrage : Robert Schulze et Tobias Tönnies |

| 17 septembre 2020 18h45 | HC Motor Zaporijia | 25 - 30   | FC Barcelone | Palais des Sports Iounost, Zaporijjia Affluence : 1 800 Arbitrage : Aleksandar Pandžić et Ivan Mošorinski |
| 17 septembre 2020 18h45 | A. Malašinskas 7   | (11 - 13) | A. Gómez 10  | Palais des Sports Iounost, Zaporijjia Affluence : 1 800 Arbitrage : Aleksandar Pandžić et Ivan Mošorinski |
| 17 septembre 2020 18h45 | ×1 ×3              | Rapport   | ×1           | Palais des Sports Iounost, Zaporijjia Affluence : 1 800 Arbitrage : Aleksandar Pandžić et Ivan Mošorinski |

| 17 septembre 2020 18h45 | RK Zagreb     | 21 - 31  | THW Kiel     | Arena Zagreb, Zagreb Affluence : 50 Arbitrage : Amar et Dino Konjičanin |
| 17 septembre 2020 18h45 | F. Vistorop 6 | (6 - 14) | S. Sagosen 7 | Arena Zagreb, Zagreb Affluence : 50 Arbitrage : Amar et Dino Konjičanin |
| 17 septembre 2020 18h45 | ×1 ×5         | Rapport  | ×1 ×6        | Arena Zagreb, Zagreb Affluence : 50 Arbitrage : Amar et Dino Konjičanin |

### Journée 2
| 23 septembre 2020 18h45 | Aalborg Håndbold                                    | 38 - 29   | HC Motor Zaporijia                | Gigantium, Aalborg Affluence : 400 Arbitrage : Radojko Brkic et Andrei Jusufhodzic |
| 23 septembre 2020 18h45 | L. Sandell (en), N. Læsø (en), J. Samuelsson (en) 7 | (17 - 13) | A. Malašinskas, M. Orbović (en) 5 | Gigantium, Aalborg Affluence : 400 Arbitrage : Radojko Brkic et Andrei Jusufhodzic |
| 23 septembre 2020 18h45 | ×1 ×3                                               | Rapport   | ×3 ×8 ×1                          | Gigantium, Aalborg Affluence : 400 Arbitrage : Radojko Brkic et Andrei Jusufhodzic |

| 24 septembre 2020 18h45 | Veszprém KSE | 37 - 25   | RK Zagreb   | Veszprém Aréna, Veszprém Affluence : 3 100 Arbitrage : Bartosz Leszczyński et Marcin Piechota |
| 24 septembre 2020 18h45 | Y. Omar 6    | (18 - 12) | M. Hrstić 6 | Veszprém Aréna, Veszprém Affluence : 3 100 Arbitrage : Bartosz Leszczyński et Marcin Piechota |
| 24 septembre 2020 18h45 | ×1           | Rapport   | ×1 ×3 ×1    | Veszprém Aréna, Veszprém Affluence : 3 100 Arbitrage : Bartosz Leszczyński et Marcin Piechota |

| 24 septembre 2020 18h45 | THW Kiel                                     | 27 - 35   | HBC Nantes   | Ostseehalle, Kiel Affluence : 1 523 Arbitrage : Duarte Santos et Ricardo Fonseca |
| 24 septembre 2020 18h45 | H. Pekeler, S. Sagosen, M. Landin Jacobsen 4 | (12 - 15) | V. Rivera 10 | Ostseehalle, Kiel Affluence : 1 523 Arbitrage : Duarte Santos et Ricardo Fonseca |
| 24 septembre 2020 18h45 | ×2 ×3                                        | Rapport   | ×2 ×7        | Ostseehalle, Kiel Affluence : 1 523 Arbitrage : Duarte Santos et Ricardo Fonseca |

| 24 septembre 2020 20h45 | FC Barcelone | 42 - 28   | RK Celje   | Palau Blaugrana, Barcelone Affluence : 0 Arbitrage : Kürşad Erdoğan et İbrahim Özdeniz |
| 24 septembre 2020 20h45 | B. Janc 7    | (21 - 14) | D. Novak 7 | Palau Blaugrana, Barcelone Affluence : 0 Arbitrage : Kürşad Erdoğan et İbrahim Özdeniz |
| 24 septembre 2020 20h45 | ×2           | Rapport   | ×1 ×2      | Palau Blaugrana, Barcelone Affluence : 0 Arbitrage : Kürşad Erdoğan et İbrahim Özdeniz |

### Journée 3
| 30 septembre 2020 18h45 | HC Motor Zaporijia   | 34 - 37   | Veszprém KSE  | Palais des Sports Iounost, Zaporijjia Affluence : 1 350 Arbitrage : Slave Nikolov (hr) et Gjorgji Načevski (hr) |
| 30 septembre 2020 18h45 | A. Kozakevych (en) 8 | (18 - 17) | P. Nenadić 10 | Palais des Sports Iounost, Zaporijjia Affluence : 1 350 Arbitrage : Slave Nikolov (hr) et Gjorgji Načevski (hr) |
| 30 septembre 2020 18h45 | ×1 ×5                | Rapport   | ×1 ×2         | Palais des Sports Iounost, Zaporijjia Affluence : 1 350 Arbitrage : Slave Nikolov (hr) et Gjorgji Načevski (hr) |

| 30 septembre 2020 20h45 | RK Zagreb         | 26 - 27   | Aalborg Håndbold | Arena Zagreb, Zagreb Affluence : 100 Arbitrage : Péter Horváth et Balázs Márton |
| 30 septembre 2020 20h45 | M. Božović (en) 7 | (15 - 12) | B. Juul (en) 8   | Arena Zagreb, Zagreb Affluence : 100 Arbitrage : Péter Horváth et Balázs Márton |
| 30 septembre 2020 20h45 | ×3 ×4             | Rapport   | ×2 ×3            | Arena Zagreb, Zagreb Affluence : 100 Arbitrage : Péter Horváth et Balázs Márton |

| 1er octobre 2020 20h45 | HBC Nantes                  | 27 - 35   | FC Barcelone | H Arena, Nantes Affluence : 4 000 Arbitrage : Arthur Brunner et Morad Salah |
| 1er octobre 2020 20h45 | R. Ovniček, D. Pechmalbec 5 | (15 - 18) | D. Mem 7     | H Arena, Nantes Affluence : 4 000 Arbitrage : Arthur Brunner et Morad Salah |
| 1er octobre 2020 20h45 | ×2                          | Rapport   | ×1 ×4        | H Arena, Nantes Affluence : 4 000 Arbitrage : Arthur Brunner et Morad Salah |

| 1er octobre 2020 20h45 | RK Celje         | 24 - 35   | THW Kiel     | Zlatorog Arena, Celje Affluence : 350 Arbitrage : Marko Boričić et Mihajlo Marković |
| 1er octobre 2020 20h45 | K. Horžen (en) 4 | (13 - 16) | H. Pekeler 6 | Zlatorog Arena, Celje Affluence : 350 Arbitrage : Marko Boričić et Mihajlo Marković |
| 1er octobre 2020 20h45 | ×1 ×2            | Rapport   | ×3 ×5 ×1     | Zlatorog Arena, Celje Affluence : 350 Arbitrage : Marko Boričić et Mihajlo Marković |

### Journée 4
| 14 octobre 2020 18h45 | Veszprém KSE | 39 - 24   | RK Celje         | Veszprém Aréna, Veszprém Affluence : 3 500 Arbitrage : Michal Baďura et Jaroslav Ondogrecula |
| 14 octobre 2020 18h45 | A. Nilsson 6 | (18 - 11) | G. Marguč (sl) 7 | Veszprém Aréna, Veszprém Affluence : 3 500 Arbitrage : Michal Baďura et Jaroslav Ondogrecula |
| 14 octobre 2020 18h45 | ×2 ×3        | Rapport   | ×2 ×1            | Veszprém Aréna, Veszprém Affluence : 3 500 Arbitrage : Michal Baďura et Jaroslav Ondogrecula |

| 14 octobre 2020 18h45 | Aalborg Håndbold | 32 - 24  | HBC Nantes          | Gigantium, Aalborg Affluence : 400 Arbitrage : Mirza Kurtagic et Mattias Wetterwik |
| 14 octobre 2020 18h45 | M. Saugstrup 6   | (16 - 9) | M. Fadhuile-Crepy 5 | Gigantium, Aalborg Affluence : 400 Arbitrage : Mirza Kurtagic et Mattias Wetterwik |
| 14 octobre 2020 18h45 | ×2 ×4            | Rapport  | ×1                  | Gigantium, Aalborg Affluence : 400 Arbitrage : Mirza Kurtagic et Mattias Wetterwik |

| 14 octobre 2020 20h45 | FC Barcelone | 45 - 27   | RK Zagreb | Palau Blaugrana, Barcelone Affluence : 39 Arbitrage : Charlotte et Julie Bonaventura |
| 14 octobre 2020 20h45 | D. Mem 8     | (24 - 13) | A. Vlah 5 | Palau Blaugrana, Barcelone Affluence : 39 Arbitrage : Charlotte et Julie Bonaventura |
| 14 octobre 2020 20h45 | ×2           | Rapport   | ×2 ×5     | Palau Blaugrana, Barcelone Affluence : 39 Arbitrage : Charlotte et Julie Bonaventura |

| 4 février 2021 20h45 | THW Kiel     | 34 - 23   | HC Motor Zaporijia   | Ostseehalle, Kiel Affluence : 0 Arbitrage : Boris Mandák et Mário Rudinský |
| 4 février 2021 20h45 | D. Duvnjak 8 | (16 - 12) | A. Kozakevych (en) 5 | Ostseehalle, Kiel Affluence : 0 Arbitrage : Boris Mandák et Mário Rudinský |
| 4 février 2021 20h45 | ×1 ×3        | Rapport   | ×1 ×4                | Ostseehalle, Kiel Affluence : 0 Arbitrage : Boris Mandák et Mário Rudinský |

### Journée 5
| 21 octobre 2020 18h45 | Aalborg Håndbold | 23 - 31  | THW Kiel      | Gigantium, Aalborg Affluence : 400 Arbitrage : Stevann Pichon et Laurent Reveret |
| 21 octobre 2020 18h45 | N. Læsø (en) 6   | (9 - 17) | S. Sagosen 11 | Gigantium, Aalborg Affluence : 400 Arbitrage : Stevann Pichon et Laurent Reveret |
| 21 octobre 2020 18h45 | ×1               | Rapport  | ×1 ×2         | Gigantium, Aalborg Affluence : 400 Arbitrage : Stevann Pichon et Laurent Reveret |

| 21 octobre 2020 20h45 | RK Zagreb | 22 - 30   | RK Celje                    | Arena Zagreb, Zagreb Affluence : 122 Arbitrage : Slave Nikolov (hr) et Gjorgji Načevski (hr) |
| 21 octobre 2020 20h45 | A. Vlah 5 | (14 - 16) | T. Kodrin, G. Marguč (sl) 7 | Arena Zagreb, Zagreb Affluence : 122 Arbitrage : Slave Nikolov (hr) et Gjorgji Načevski (hr) |
| 21 octobre 2020 20h45 | ×2 ×3     | Rapport   | ×2 ×3                       | Arena Zagreb, Zagreb Affluence : 122 Arbitrage : Slave Nikolov (hr) et Gjorgji Načevski (hr) |

| 20 décembre 2020 13h30 | HC Motor Zaporijia | 29 - 28   | HBC Nantes | Palais des Sports Iounost, Zaporijjia Affluence : 10 Arbitrage : Kürşad Erdoğan et İbrahim Özdeniz |
| 20 décembre 2020 13h30 | V. Bokhan (en) 9   | (13 - 13) | A. Minne 8 | Palais des Sports Iounost, Zaporijjia Affluence : 10 Arbitrage : Kürşad Erdoğan et İbrahim Özdeniz |
| 20 décembre 2020 13h30 | ×2 ×5              | Rapport   | ×2         | Palais des Sports Iounost, Zaporijjia Affluence : 10 Arbitrage : Kürşad Erdoğan et İbrahim Özdeniz |

| 4 février 2021 20h45 | Veszprém KSE              | 34 - 37   | FC Barcelone | Veszprém Aréna, Veszprém Affluence : 0 Arbitrage : Miloš Nikolić et Pavle Stojiljković |
| 4 février 2021 20h45 | D. Manaskov, J. Maqueda 6 | (15 - 19) | A. Gómez 10  | Veszprém Aréna, Veszprém Affluence : 0 Arbitrage : Miloš Nikolić et Pavle Stojiljković |
| 4 février 2021 20h45 | ×1 ×2                     | Rapport   | ×3 ×2        | Veszprém Aréna, Veszprém Affluence : 0 Arbitrage : Miloš Nikolić et Pavle Stojiljković |

### Journée 6
| 28 octobre 2020 18h45 | THW Kiel     | 31 - 31   | Veszprém KSE | Ostseehalle, Kiel Affluence : 1 605 Arbitrage : Óscar Raluy López et Ángel Luis Sabroso Ramírez |
| 28 octobre 2020 18h45 | S. Sagosen 9 | (18 - 20) | P. Nenadić 5 | Ostseehalle, Kiel Affluence : 1 605 Arbitrage : Óscar Raluy López et Ángel Luis Sabroso Ramírez |
| 28 octobre 2020 18h45 | ×1 ×3        | Rapport   | ×1 ×4        | Ostseehalle, Kiel Affluence : 1 605 Arbitrage : Óscar Raluy López et Ángel Luis Sabroso Ramírez |

| 28 octobre 2020 18h45 | RK Celje   | 31 - 32   | HC Motor Zaporijia | Zlatorog Arena, Celje Affluence : 20 Arbitrage : Miklós Andorka et Róbert Hucker |
| 28 octobre 2020 18h45 | D. Novak 7 | (14 - 17) | B. Pukhouski 6     | Zlatorog Arena, Celje Affluence : 20 Arbitrage : Miklós Andorka et Róbert Hucker |
| 28 octobre 2020 18h45 | ×2         | Rapport   | ×1 ×5              | Zlatorog Arena, Celje Affluence : 20 Arbitrage : Miklós Andorka et Róbert Hucker |

| 29 octobre 2020 18h45 | FC Barcelone      | 42 - 33   | Aalborg Håndbold | Palau Blaugrana, Barcelone Affluence : 40 Arbitrage : Duarte Santos et Ricardo Fonseca |
| 29 octobre 2020 18h45 | B. Janc, D. Mem 6 | (20 - 18) | N. Læsø (en) 6   | Palau Blaugrana, Barcelone Affluence : 40 Arbitrage : Duarte Santos et Ricardo Fonseca |
| 29 octobre 2020 18h45 | ×2                | Rapport   | ×3 ×1            | Palau Blaugrana, Barcelone Affluence : 40 Arbitrage : Duarte Santos et Ricardo Fonseca |

| 23 février 2021 20h45 | HBC Nantes   | 30 - 28   | RK Zagreb                   | H Arena, Nantes Affluence : 0 Arbitrage : Bogdan Nicolae Stark et Romeo Mihai Ştefan |
| 23 février 2021 20h45 | V. Rivera 10 | (13 - 14) | D. Mandić (en), M. Hrstić 5 | H Arena, Nantes Affluence : 0 Arbitrage : Bogdan Nicolae Stark et Romeo Mihai Ştefan |
| 23 février 2021 20h45 | ×2           | Rapport   | ×2 ×1                       | H Arena, Nantes Affluence : 0 Arbitrage : Bogdan Nicolae Stark et Romeo Mihai Ştefan |

### Journée 7
| 18 novembre 2020 18h45 | Aalborg Håndbold | 27 - 33   | Veszprém KSE          | Gigantium, Aalborg Affluence : 400 Arbitrage : Charlotte et Julie Bonaventura |
| 18 novembre 2020 18h45 | H. Møllgaard 6   | (18 - 16) | P. Nenadić, Y. Omar 6 | Gigantium, Aalborg Affluence : 400 Arbitrage : Charlotte et Julie Bonaventura |
| 18 novembre 2020 18h45 | ×2 ×1            | Rapport   | ×1 ×4                 | Gigantium, Aalborg Affluence : 400 Arbitrage : Charlotte et Julie Bonaventura |

| 18 novembre 2020 20h45 | RK Zagreb        | 23 - 24   | HC Motor Zaporijia             | Palais des sports Sutinska vrela (hr), Zagreb Affluence : 50 Arbitrage : Jesper Kirkholm Madsen et Henrik Mortensen |
| 18 novembre 2020 20h45 | D. Mandić (en) 6 | (13 - 13) | B. Pukhouski, A. Malašinskas 5 | Palais des sports Sutinska vrela (hr), Zagreb Affluence : 50 Arbitrage : Jesper Kirkholm Madsen et Henrik Mortensen |
| 18 novembre 2020 20h45 | ×1 ×5            | Rapport   | ×1 ×5 ×1                       | Palais des sports Sutinska vrela (hr), Zagreb Affluence : 50 Arbitrage : Jesper Kirkholm Madsen et Henrik Mortensen |

| 19 novembre 2020 18h45 | THW Kiel                | 26 - 32   | FC Barcelone | Ostseehalle, Kiel Affluence : 0 Arbitrage : Mirza Kurtagic et Mattias Wetterwik |
| 19 novembre 2020 18h45 | D. Duvnjak, N. Ekberg 5 | (15 - 16) | D. Mem 6     | Ostseehalle, Kiel Affluence : 0 Arbitrage : Mirza Kurtagic et Mattias Wetterwik |
| 19 novembre 2020 18h45 | ×2 ×3                   | Rapport   | ×1 ×3        | Ostseehalle, Kiel Affluence : 0 Arbitrage : Mirza Kurtagic et Mattias Wetterwik |

| 4 février 2021 20h45 | HBC Nantes     | 28 - 30   | RK Celje         | H Arena, Nantes Affluence : 0 Arbitrage : Ivan Caçador et Eurico Nicolau |
| 4 février 2021 20h45 | D. Balaguer 10 | (13 - 14) | Ž. Mlakar (en) 8 | H Arena, Nantes Affluence : 0 Arbitrage : Ivan Caçador et Eurico Nicolau |
| 4 février 2021 20h45 | ×2             | Rapport   | ×2               | H Arena, Nantes Affluence : 0 Arbitrage : Ivan Caçador et Eurico Nicolau |

### Journée 8
| 25 novembre 2020 18h45 | Veszprém KSE             | 30 - 32   | Aalborg Håndbold | Veszprém Aréna, Veszprém Affluence : 0 Arbitrage : Marko Boričić et Mihajlo Marković |
| 25 novembre 2020 18h45 | P. Nenadić, V. Borozan 6 | (16 - 19) | B. Juul (en) 8   | Veszprém Aréna, Veszprém Affluence : 0 Arbitrage : Marko Boričić et Mihajlo Marković |
| 25 novembre 2020 18h45 | ×2 ×6                    | Rapport   | ×2 ×5 ×1         | Veszprém Aréna, Veszprém Affluence : 0 Arbitrage : Marko Boričić et Mihajlo Marković |

| 25 novembre 2020 20h45 | RK Celje                    | 25 - 31   | HBC Nantes | Zlatorog Arena, Celje Arbitrage : Bartosz Leszczyński et Marcin Piechota |
| 25 novembre 2020 20h45 | T. Kodrin, K. Horžen (en) 6 | (11 - 13) | M. Milić 6 | Zlatorog Arena, Celje Arbitrage : Bartosz Leszczyński et Marcin Piechota |
| 25 novembre 2020 20h45 | ×1 ×3                       | Rapport   | ×1 ×4      | Zlatorog Arena, Celje Arbitrage : Bartosz Leszczyński et Marcin Piechota |

| 26 novembre 2020 20h45 | FC Barcelone  | 29 - 25   | THW Kiel     | Palau Blaugrana, Barcelone Affluence : 10 Arbitrage : Vaidas Mažeika et Mindaugas Gatelis |
| 26 novembre 2020 20h45 | L. Fabregas 6 | (13 - 12) | M. Zarabec 5 | Palau Blaugrana, Barcelone Affluence : 10 Arbitrage : Vaidas Mažeika et Mindaugas Gatelis |
| 26 novembre 2020 20h45 | ×2            | Rapport   | ×1 ×2        | Palau Blaugrana, Barcelone Affluence : 10 Arbitrage : Vaidas Mažeika et Mindaugas Gatelis |

| 17 décembre 2020 18h45 | HC Motor Zaporijia    | 29 - 25   | RK Zagreb           | Palais des Sports Iounost, Zaporijjia Affluence : 10 Arbitrage : Igor et Alexeï Covalciuc |
| 17 décembre 2020 18h45 | A. Kozakevych (en) 10 | (13 - 13) | V. Matanović (en) 8 | Palais des Sports Iounost, Zaporijjia Affluence : 10 Arbitrage : Igor et Alexeï Covalciuc |
| 17 décembre 2020 18h45 | ×2 ×5                 | Rapport   | ×2 ×7 ×1            | Palais des Sports Iounost, Zaporijjia Affluence : 10 Arbitrage : Igor et Alexeï Covalciuc |

### Journée 9
| 2 décembre 2020 18h45 | Aalborg Håndbold | 32 - 35   | FC Barcelone    | Gigantium, Aalborg Affluence : 400 Arbitrage : Lars Jørum et Håvard Kleven (no) |
| 2 décembre 2020 18h45 | N. Læsø (en) 10  | (15 - 19) | A. Pálmarsson 6 | Gigantium, Aalborg Affluence : 400 Arbitrage : Lars Jørum et Håvard Kleven (no) |
| 2 décembre 2020 18h45 | ×1 ×3            | Rapport   | ×2              | Gigantium, Aalborg Affluence : 400 Arbitrage : Lars Jørum et Håvard Kleven (no) |

| 2 décembre 2020 18h45 | Veszprém KSE  | 41 - 33   | THW Kiel    | Veszprém Aréna, Veszprém Affluence : 0 Arbitrage : Matija Gubica (hr) et Boris Milošević (hr) |
| 2 décembre 2020 18h45 | P. Nenadić 10 | (19 - 19) | N. Ekberg 7 | Veszprém Aréna, Veszprém Affluence : 0 Arbitrage : Matija Gubica (hr) et Boris Milošević (hr) |
| 2 décembre 2020 18h45 | ×2 ×3         | Rapport   | ×4          | Veszprém Aréna, Veszprém Affluence : 0 Arbitrage : Matija Gubica (hr) et Boris Milošević (hr) |

| 3 décembre 2020 18h45 | HC Motor Zaporijia | 31 - 29   | RK Celje         | Palais des Sports Iounost, Zaporijjia Affluence : 0 Arbitrage : Ivan Pavićević et Miloš Ražnatovic |
| 3 décembre 2020 18h45 | V. Bokhan (en) 6   | (14 - 13) | Ž. Mlakar (en) 9 | Palais des Sports Iounost, Zaporijjia Affluence : 0 Arbitrage : Ivan Pavićević et Miloš Ražnatovic |
| 3 décembre 2020 18h45 | ×1 ×4              | Rapport   | ×2               | Palais des Sports Iounost, Zaporijjia Affluence : 0 Arbitrage : Ivan Pavićević et Miloš Ražnatovic |

| 14 février 2021 18h00 | RK Zagreb  | 24 - 34  | HBC Nantes    | Arena Zagreb, Zagreb Affluence : 1 Arbitrage : Ivan Pavićević et Miloš Ražnatovic |
| 14 février 2021 18h00 | S. Burić 6 | (8 - 20) | B. Damatrin 6 | Arena Zagreb, Zagreb Affluence : 1 Arbitrage : Ivan Pavićević et Miloš Ražnatovic |
| 14 février 2021 18h00 | ×7         | Rapport  | ×2            | Arena Zagreb, Zagreb Affluence : 1 Arbitrage : Ivan Pavićević et Miloš Ražnatovic |

### Journée 10
| 9 décembre 2020 20h45 | HBC Nantes             | 31 - 32   | HC Motor Zaporijia | H Arena, Nantes Affluence : 0 Arbitrage : Óscar Raluy López et Ángel Luis Sabroso Ramírez |
| 9 décembre 2020 20h45 | K. Lazarov, A. Minne 6 | (18 - 18) | V. Bokhan (en) 7   | H Arena, Nantes Affluence : 0 Arbitrage : Óscar Raluy López et Ángel Luis Sabroso Ramírez |
| 9 décembre 2020 20h45 | ×1 ×4                  | Rapport   | ×1 ×4              | H Arena, Nantes Affluence : 0 Arbitrage : Óscar Raluy López et Ángel Luis Sabroso Ramírez |

| 9 février 2021 18h45 | RK Celje         | 29 - 28   | RK Zagreb   | Zlatorog Arena, Celje Affluence : 0 Arbitrage : Radojko Brkic et Andrei Jusufhodzic |
| 9 février 2021 18h45 | J. Šarac (en) 10 | (14 - 12) | M. Hrstić 6 | Zlatorog Arena, Celje Affluence : 0 Arbitrage : Radojko Brkic et Andrei Jusufhodzic |
| 9 février 2021 18h45 | ×1 ×6 ×1         | Rapport   | ×1 ×5       | Zlatorog Arena, Celje Affluence : 0 Arbitrage : Radojko Brkic et Andrei Jusufhodzic |

| 9 février 2021 20h45 | FC Barcelone | 37 - 30   | Veszprém KSE   | Palau Blaugrana, Barcelone Affluence : 0 Arbitrage : Stevann Pichon et Laurent Reveret |
| 9 février 2021 20h45 | A. Gómez 10  | (15 - 15) | N. Markussen 8 | Palau Blaugrana, Barcelone Affluence : 0 Arbitrage : Stevann Pichon et Laurent Reveret |
| 9 février 2021 20h45 | ×1           | Rapport   | ×3 ×4          | Palau Blaugrana, Barcelone Affluence : 0 Arbitrage : Stevann Pichon et Laurent Reveret |

| 23 février 2021 20h45 | THW Kiel    | 28 - 26   | Aalborg Håndbold   | Ostseehalle, Kiel Affluence : 0 Arbitrage : Arthur Brunner et Morad Salah |
| 23 février 2021 20h45 | N. Ekberg 6 | (15 - 15) | S. Barthold (en) 7 | Ostseehalle, Kiel Affluence : 0 Arbitrage : Arthur Brunner et Morad Salah |
| 23 février 2021 20h45 | ×1 ×2       | Rapport   | ×1 ×5              | Ostseehalle, Kiel Affluence : 0 Arbitrage : Arthur Brunner et Morad Salah |

### Journée 11
| 10 février 2021 20h45 | HBC Nantes            | 38 - 29   | Aalborg Håndbold   | H Arena, Nantes Affluence : 0 Arbitrage : Péter Horváth et Balázs Márton |
| 10 février 2021 20h45 | V. Rivera, A. Minne 7 | (18 - 14) | S. Barthold (en) 7 | H Arena, Nantes Affluence : 0 Arbitrage : Péter Horváth et Balázs Márton |
| 10 février 2021 20h45 | ×1 ×3                 | Rapport   | ×1                 | H Arena, Nantes Affluence : 0 Arbitrage : Péter Horváth et Balázs Márton |

| 11 février 2021 20h45 | RK Zagreb     | 33 - 37   | FC Barcelone | Arena Zagreb, Zagreb Arbitrage : Dimitar Mitrevski et Blagojče Todorovski |
| 11 février 2021 20h45 | N. Grahovac 6 | (18 - 21) | B. Janc 6    | Arena Zagreb, Zagreb Arbitrage : Dimitar Mitrevski et Blagojče Todorovski |
| 11 février 2021 20h45 | ×2 ×5         | Rapport   | ×1 ×4        | Arena Zagreb, Zagreb Arbitrage : Dimitar Mitrevski et Blagojče Todorovski |

| 11 février 2021 20h45 | RK Celje     | 25 - 29   | Veszprém KSE | Zlatorog Arena, Celje Affluence : 0 Arbitrage : Amar et Dino Konjičanin |
| 11 février 2021 20h45 | M. Grošelj 6 | (14 - 16) | G. Marguč 5  | Zlatorog Arena, Celje Affluence : 0 Arbitrage : Amar et Dino Konjičanin |
| 11 février 2021 20h45 | ×1 ×6        | Rapport   | ×1 ×3        | Zlatorog Arena, Celje Affluence : 0 Arbitrage : Amar et Dino Konjičanin |

| Non disputé | HC Motor Zaporijia | 10-0 | THW Kiel |  |

### Journée 12
| 17 février 2021 18h45 | Veszprém KSE  | 34 - 30   | HC Motor Zaporijia | Veszprém Aréna, Veszprém Affluence : 0 Arbitrage : Arthur Brunner et Morad Salah |
| 17 février 2021 18h45 | J. Maqueda 10 | (17 - 17) | D. Horiha 7        | Veszprém Aréna, Veszprém Affluence : 0 Arbitrage : Arthur Brunner et Morad Salah |
| 17 février 2021 18h45 | ×1 ×4         | Rapport   | ×1 ×4              | Veszprém Aréna, Veszprém Affluence : 0 Arbitrage : Arthur Brunner et Morad Salah |

| 17 février 2021 20h45 | FC Barcelone                 | 30 - 29   | HBC Nantes  | Palau Blaugrana, Barcelone Affluence : 0 Arbitrage : Slave Nikolov (hr) et Gjorgji Načevski (hr) |
| 17 février 2021 20h45 | A. Ariño, A. Gómez, D. Mem 5 | (14 - 17) | V. Rivera 9 | Palau Blaugrana, Barcelone Affluence : 0 Arbitrage : Slave Nikolov (hr) et Gjorgji Načevski (hr) |
| 17 février 2021 20h45 | ×1 ×3                        | Rapport   | ×1 ×3       | Palau Blaugrana, Barcelone Affluence : 0 Arbitrage : Slave Nikolov (hr) et Gjorgji Načevski (hr) |

| 18 février 2021 18h45 | Aalborg Håndbold   | 38 - 29   | RK Zagreb  | Gigantium, Aalborg Affluence : 1 Arbitrage : Bartosz Leszczyński et Marcin Piechota |
| 18 février 2021 18h45 | S. Barthold (en) 9 | (22 - 14) | S. Burić 6 | Gigantium, Aalborg Affluence : 1 Arbitrage : Bartosz Leszczyński et Marcin Piechota |
| 18 février 2021 18h45 | ×1 ×3              | Rapport   | ×3         | Gigantium, Aalborg Affluence : 1 Arbitrage : Bartosz Leszczyński et Marcin Piechota |

| 2 mars 2021 20h45 | THW Kiel                        | 33 - 29   | RK Celje        | Ostseehalle, Kiel Affluence : 0 Arbitrage : Bartosz Leszczyński et Marcin Piechota |
| 2 mars 2021 20h45 | M. Landin Jacobsen, N. Ekberg 5 | (19 - 15) | T. Mazej (sl) 9 | Ostseehalle, Kiel Affluence : 0 Arbitrage : Bartosz Leszczyński et Marcin Piechota |
| 2 mars 2021 20h45 | ×1                              | Rapport   | ×1              | Ostseehalle, Kiel Affluence : 0 Arbitrage : Bartosz Leszczyński et Marcin Piechota |

### Journée 13
| 24 février 2021 20h45 | RK Celje   | 29 - 32   | FC Barcelone | Zlatorog Arena, Celje Affluence : 0 Arbitrage : Václav Horáček et Jiří Novotný |
| 24 février 2021 20h45 | D. Novak 7 | (17 - 16) | L. Frade 8   | Zlatorog Arena, Celje Affluence : 0 Arbitrage : Václav Horáček et Jiří Novotný |
| 24 février 2021 20h45 | ×5         | Rapport   | ×1 ×2        | Zlatorog Arena, Celje Affluence : 0 Arbitrage : Václav Horáček et Jiří Novotný |

| 25 février 2021 17h00 | HC Motor Zaporijia | 27 - 29   | Aalborg Håndbold    | Palais des Sports Iounost, Zaporijjia Affluence : 1 500 Arbitrage : Amar et Dino Konjičanin |
| 25 février 2021 17h00 | V. Dontsov 8       | (15 - 14) | S. Barthold (en) 11 | Palais des Sports Iounost, Zaporijjia Affluence : 1 500 Arbitrage : Amar et Dino Konjičanin |
| 25 février 2021 17h00 | ×1 ×6 ×1           | Rapport   | ×1 ×2               | Palais des Sports Iounost, Zaporijjia Affluence : 1 500 Arbitrage : Amar et Dino Konjičanin |

| 25 février 2021 18h45 | HBC Nantes   | 24 - 24  | THW Kiel      | H Arena, Nantes Affluence : 0 Arbitrage : Radojko Brkic et Andrei Jusufhodzic |
| 25 février 2021 18h45 | K. Lazarov 5 | (12 - 9) | S. Weinhold 4 | H Arena, Nantes Affluence : 0 Arbitrage : Radojko Brkic et Andrei Jusufhodzic |
| 25 février 2021 18h45 | ×2 ×7 ×1     | Rapport  | ×2 ×5         | H Arena, Nantes Affluence : 0 Arbitrage : Radojko Brkic et Andrei Jusufhodzic |

| 25 février 2021 20h45 | RK Zagreb                  | 28 - 35   | Veszprém KSE          | Arena Zagreb, Zagreb Affluence : 0 Arbitrage : Boris Mandák et Mário Rudinský |
| 25 février 2021 20h45 | F. Perić, Ž. Mlakar (en) 5 | (11 - 17) | A. Nilsson, K. Mahé 6 | Arena Zagreb, Zagreb Affluence : 0 Arbitrage : Boris Mandák et Mário Rudinský |
| 25 février 2021 20h45 | ×1 ×2                      | Rapport   | ×1 ×2                 | Arena Zagreb, Zagreb Affluence : 0 Arbitrage : Boris Mandák et Mário Rudinský |

### Journée 14
| 3 mars 2021 18h45 | FC Barcelone | 42 - 34   | HC Motor Zaporijia | Palau Blaugrana, Barcelone Affluence : 40 Arbitrage : Ivan Caçador et Eurico Nicolau |
| 3 mars 2021 18h45 | D. Mem 8     | (23 - 18) | V. Bokhan (en) 11  | Palau Blaugrana, Barcelone Affluence : 40 Arbitrage : Ivan Caçador et Eurico Nicolau |
| 3 mars 2021 18h45 | ×1           | Rapport   | ×5                 | Palau Blaugrana, Barcelone Affluence : 40 Arbitrage : Ivan Caçador et Eurico Nicolau |

| 4 mars 2021 17h00 | THW Kiel             | 36 - 30   | RK Zagreb           | Ostseehalle, Kiel Affluence : 0 Arbitrage : Karim et Raouf Gasmi |
| 4 mars 2021 17h00 | O. Sunnefeldt (de) 9 | (23 - 15) | V. Matanović (en) 6 | Ostseehalle, Kiel Affluence : 0 Arbitrage : Karim et Raouf Gasmi |
| 4 mars 2021 17h00 | ×1 ×4                | Rapport   | ×1 ×5               | Ostseehalle, Kiel Affluence : 0 Arbitrage : Karim et Raouf Gasmi |

| Non disputé | Veszprém KSE | 5 - 5 | HBC Nantes |  |

| Non disputé | Aalborg Håndbold | 0 - 10 | RK Celje |  |